# Timothey N'Guessan
Timothey N'Guessan (født 18. september 1992) er en fransk håndboldspiller, som spiller i FC Barcelona Handbol i Spanien og for Frankrigs herrerhåndboldlandshold.